# 布赖恩·莱西
布赖恩·莱西（英語：Brian Lacey，？—），新西兰男子射击运动员。他曾代表新西兰参加1966年和1978年英联邦运动会射击比赛，其中1966年大英帝国和英联邦运动会获得一枚银牌。